# پالاتووو
پالاتووو (به بلغاری: Palatovo) یک منطقهٔ مسکونی در بلغارستان است که در شهرستان دوپنیتسا واقع شده‌است.